# Гіпуралія

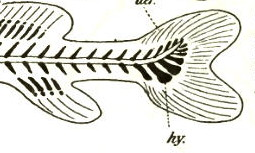
Гіпуралії (hy).

Гіпуралія (від грец. Hypo — «під» і urá — «хвіст») — сплощені і дистально розширені кісткові пластинки скелета хвостового плавника костистих риб, що відходять від вентральної частини уростиль, що утворилися в процесі еволюції з гемальних остистих відростків останніх хвостових хребців.
Підтримують, поряд з уростилем, основні промені хвостового плавника. Число гіпуралій у костистих риб варіює від 10 в амії (Amia calva) і 7 у лососів роду Salmo до двох, як у вугільної білокрівки (Channichthys panticapaei) і однієї — в іншої нототенієвої риби — антарктичної серебрянки (Pleuragramma antarcticum). У нототенієвих, як і в багатьох інших групах еволюційно просунутих риб, зменшення (олігомеризація) числа гіпуралій в процесі еволюції відбувається за рахунок їх злиття в більші скелетні пластинки. Зазвичай олігомеризація числа гіпуралій пов'язана з консолідацією і зміцненням всіх елементів скелета хвостового плавника, які в свою чергу можуть бути обумовлені, наприклад, вторинною пелагізацією риб і пов'язаним з цим зменшенням питомої ваги риби (прагне до нейтральної плавучості) і полегшенням скелета — його демінералізацією.